# Cyclolabus gibsonatae
Cyclolabus gibsonatae är en stekelart som beskrevs av Heinrich 1962. Cyclolabus gibsonatae ingår i släktet Cyclolabus och familjen brokparasitsteklar. Inga underarter finns listade i Catalogue of Life.